# Pandémie de Covid-19 en Sierra Leone
La pandémie de Covid-19 en Sierra Leone démarre officiellement le 31 mars 2020. À la date du 24 octobre 2022, le bilan est de 126 morts.

## Chronologie
Le premier cas de covid-19 en Sierra Leone est confirmé le 31 mars 2020. Il s'agit d'un homme de 37 ans de retour d'un voyage en France. La barre des dix cas confirmés est atteinte le 11 avril, celle des 100 cas le 28 avril, et celle des 1 000 cas le 8 juin 2020.
Le premier décès est intervenu le 23 avril 2020, le dixième le 5 mai 2020, et le 100ème le 30 juin 2021.

## Statistiques

Nombre de cas en Sierra Leone depuis le début de l'épidémie.

Nombre de morts en Sierra Leone depuis le début de l'épidémie.